# Porphyrinia rosea
Porphyrinia rosea är en fjärilsart som beskrevs av Jacob Hübner 1790. Porphyrinia rosea ingår i släktet Porphyrinia och familjen nattflyn. Inga underarter finns listade i Catalogue of Life.